# Domatowo
Domatowo (kaschubisch Domôtowò; deutsch Groß Dommatau) ist ein Dorf und Sołectwo (Schulzenamt) der Landgemeinde Puck im Powiat Pucki der Woiwodschaft Pommern in Polen.

## Geographie
Der Ort liegt in Pommerellen und Kaschubien, 12 Kilometer südwestlich der Stadt Puck (Putzig) und etwa 30 Kilometer nordwestlich von Gdynia (Gdingen). Nachbarorte sind Mechowo (Mechau) im Osten, Leśniewo (Leßnau) im Südosten und Domatówko (Klein Dommatau) im Süden.
Um den Ort erstreckt sich das Waldgebiet der Puszcza Darżlubska, auch als „Totenwald“ (Wald von Piaśnica) bekannt.

## Geschichte
Der Ort wurde 1333 als Domatow urkundlich genannt, später als Dometau sowie 1600 als Domatowo. 
Die Region kam nach der Ersten Teilung Polens 1773 an das Königreich Preußen. Kirchort der Katholiken war Mechau, evangelische Bürger wurden 1888 navh Leßnau eingepfarrt. Von 1887 bis 1919 gehörte der Ort zum Kreis Putzig in der Provinz Westpreußen des Deutschen Reichs. Er hatte den Status einer Landgemeinde im Amtsbezirk Darslub. Nach Ende des Ersten Weltkriegs wurde das Kreisgebiet mit Groß Dommatau aufgrund der Bestimmungen des Versailler Vertrags, mit Wirkung vom 20. Januar 1920, an Polen abgetreten.
Als Teil des Polnischen Korridors gehörte das Gebiet zum Powiat Pucki und wurde am 1. Januar 1927 in den Powiat morski eingegliedert. Durch den Überfall auf Polen 1939 kam das Gebiet des Korridors völkerrechtswidrig an das Reichsgebiet und wurde dem Reichsgau Danzig-Westpreußen zugeordnet. Die Schreibung des Ortsnamens wurde im Juni 1942 in Großdommatau geändert.
Gegen Ende des Zweiten Weltkriegs besetzte im Frühjahr 1945 die Rote Armee das Kreisgebiet und übergab es an die Volksrepublik Polen. Die deutsche Minderheit wurde ausgewiesen. In den Jahren 1975–1998 gehörte das Dorf administrativ zur Woiwodschaft Danzig, der Powiat Pucki war in diesem Zeitraum aufgelöst.
Die Gemeinde gehört zu den zweisprachigen Gemeinden in Polen.

## Bevölkerungsentwicklung
- 1864: 450 Einwohner
- 1905: 442 Einwohner
- 1910: 434 Einwohner

- 1998: 528 Einwohner
- 2011: 724 Einwohner[1]

## Verkehr
Die Woiwodschaftsstraße DW218 verläuft zwei Kilometer westlich. Der nächste Bahnhof Mrzezino (Bresin) liegt an der Bahnstrecke Reda–Hel. Der nächste Flughafen ist Danzig.